# Bodianus
Bodianus (Synonyme: Clepticus, Semicossyphus) ist eine artenreiche Gattung aus der Familie der Lippfische (Labridae). Die über 50 Arten der Gattung kommen in den tropischen Bereichen aller Weltmeere, sowie mit je einer Art an den Küsten von Südaustralien (Bodianus frenchii) und Neuseeland (Bodianus flavipinnis) vor. Die meisten Arten leben im zentralen, tropischen Indopazifik.

## Merkmale
Bodianus-Arten haben einen moderat hochrückigen, als Jungfische auch schlanken Körper. Das Kopfprofil kann abgerundet sein oder durch eine zugespitzte Schnauze geprägt sein. Die Basen von Rücken- und Afterflosse sind mit einer halben oder bis zu vier Schuppenreihen versehen. Die Wangenbeschuppung erstreckt sich nach ober bis zu den Augen. Die Kiemendeckel sind fast vollständig beschuppt. Der Rand des Präoperculums ist glatt oder gesägt. Das Maul steht mehr oder weniger horizontal. Die Oberlippe ist schmal, die Unterlippe breit. Die Kiemenrechen auf dem oberen Ast des ersten Kiemenbogens sind deutlich kürzer als die auf dem unteren Ast. Die Zähne in den Kiefern sind konisch. Im Oberkiefer befinden sich vorne zwei Paar vergrößerte Zähne, im Unterkiefer befinden sich dort zwei vergrößerte Zähne. Der Gaumen ist üblicherweise zahnlos. Bei einigen Arten können aber 1 bis 3 konische Zähne vorhanden sein. Die Schwanzflosse ist abgerundet, spatenförmig oder leicht eingebuchtet; bei einigen Arten sind die oberen und unteren Flossenstrahlen auch etwas ausgezogen. Die Brustflossen sind abgerundet oder oben gerade und unten abgerundet. Die Bauchflossen sind kurz und reichen nicht bis zum Anus. Ausgezogene Filamente der Bauchflossen können aber über die Afterflossenbasis herausragen.
Morphometrie:
- Flossenformel: Dorsale XII(XIII-XIV)/9–11; Anale III/11–13; Pectorale ii/11–16; Ventrale I/5; Caudale (8)9–12 + 12 + (7–8)9–11.
- Schuppenformel: SL 29–48.
- Kiemenrechen: 12–23.
- Wirbel: 11 + 17.

Wie bei vielen anderen Lippfischen unterscheiden sich bei den Bodianus-Arten Jungfische sowie gerade geschlechtsreif gewordene und alte Exemplare deutlich. Jungfische zeigen oft auffällige schwarze Flecken in der Nähe oder auf den Flossen, während der Rumpf mit hellen Flecken gemustert ist. Bei geschlechtsreifen Fischen sind die jüngeren in der Regel sehr viel farbenprächtiger als die alten, die oft dunkel oder mehr oder weniger einfarbig sind.
Von der nah verwandten Gattung Choerodon unterscheidet sich Bodianus durch eine größere Anzahl von Flossenstrahlen in Rücken- (XII/10–11 vs. XII/8 o. XIII/7) und Afterflosse (III/11–12 vs. III/9–11), mehr Wirbel (11 + 17 vs. 10 + 17, o. 11 + 16) und eine größere Anzahl von Schuppen entlang der Seitenlinie (29–42+2 vs. 27+2).

## Lebensraum
Fast alle Bodianus-Arten leben in Korallen- oder Felsriffen, die meisten in relativ flachem Wasser andere aber auch in größeren Tiefen von maximal 340 Metern.

## Arten

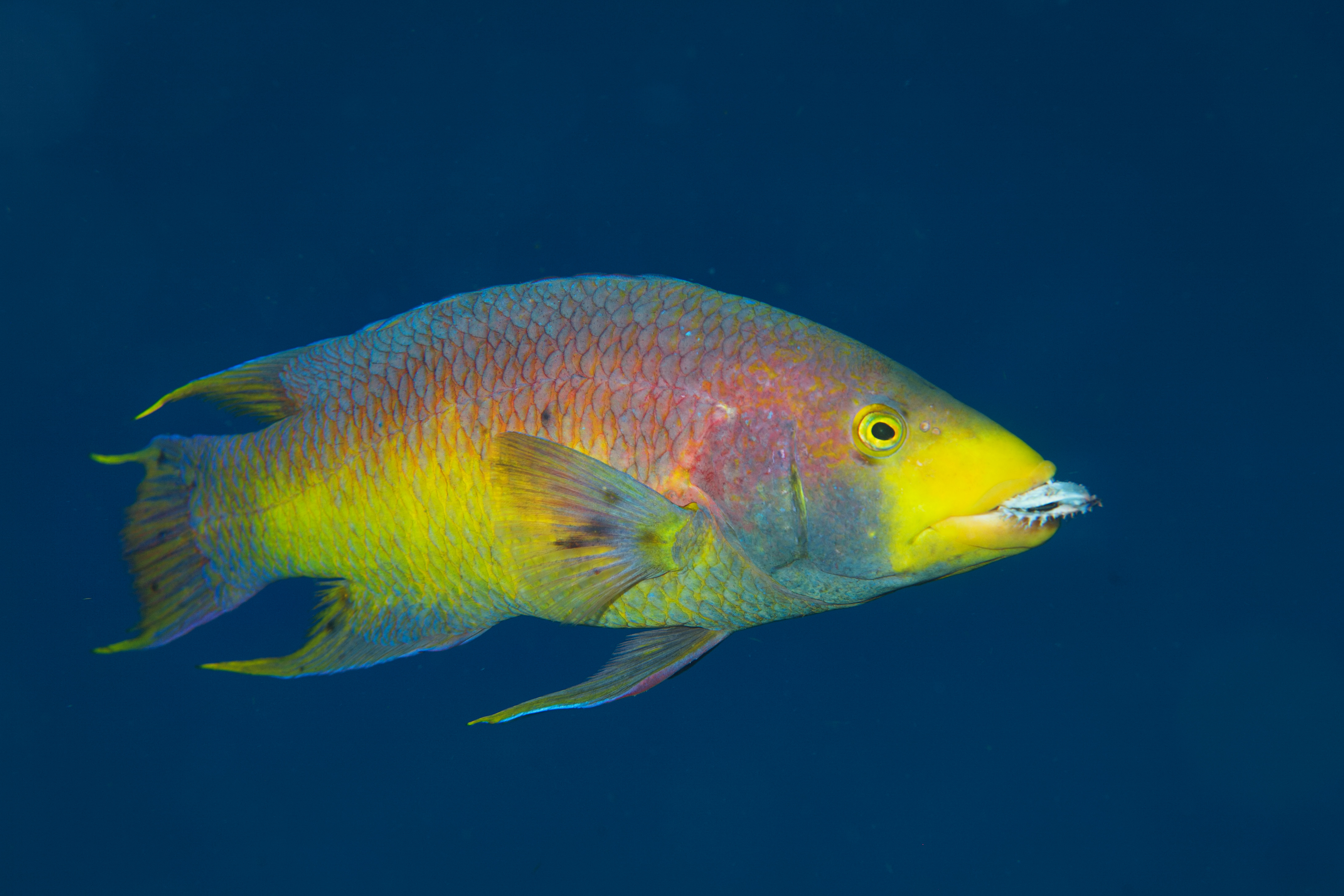
Bodianus rufus

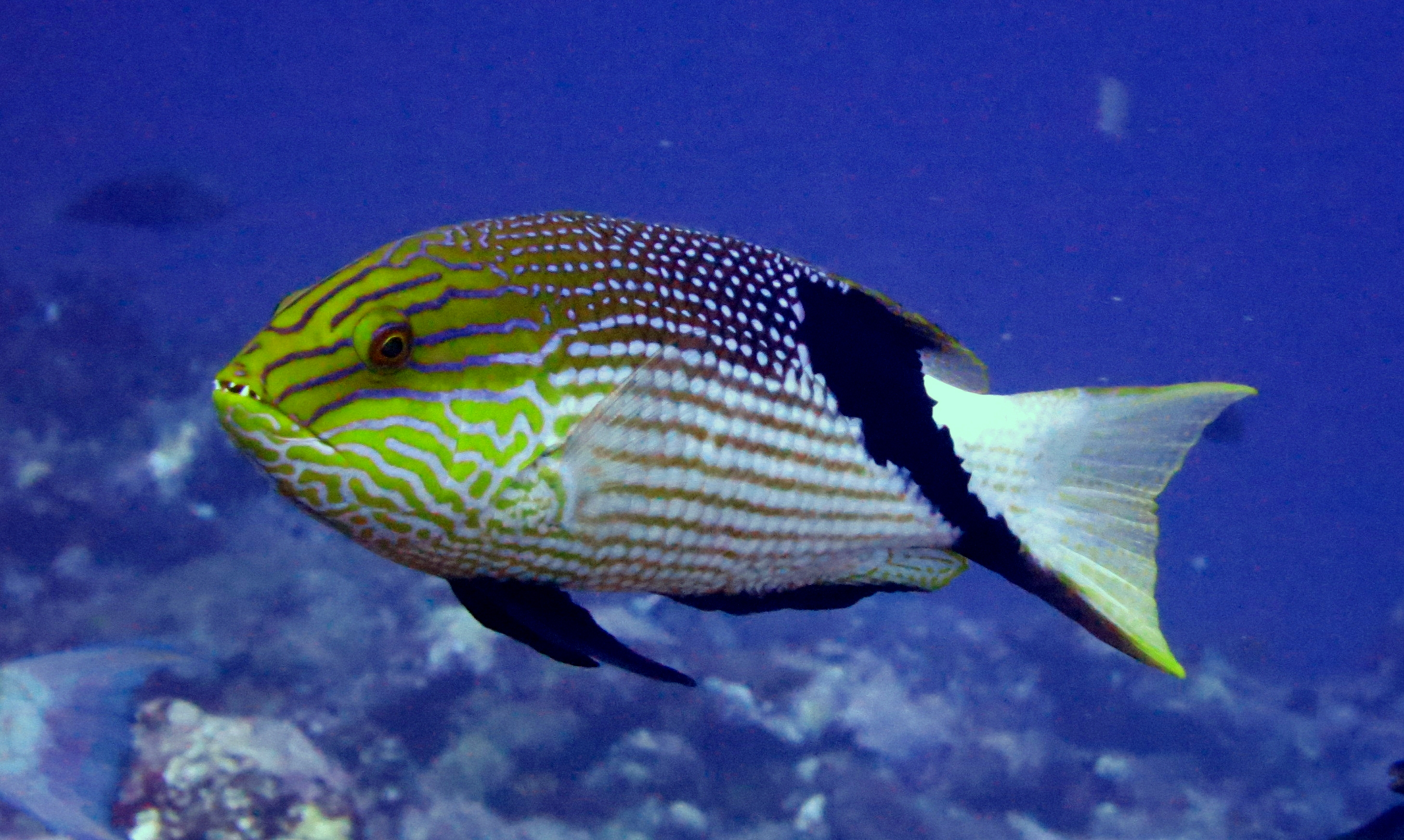
Bodianus loxozonus

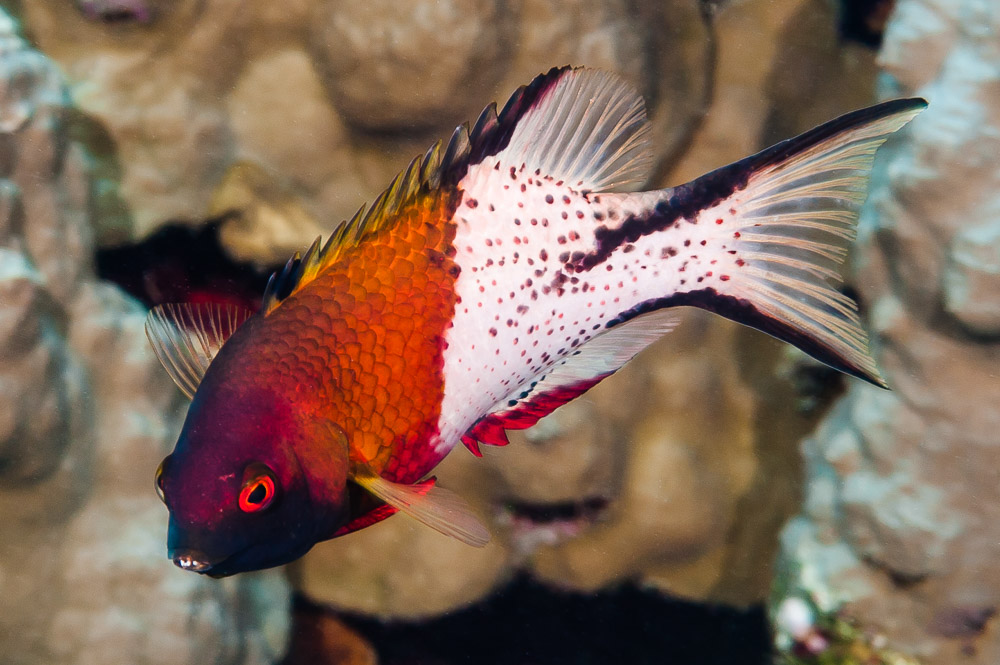
Bodianus anthioides

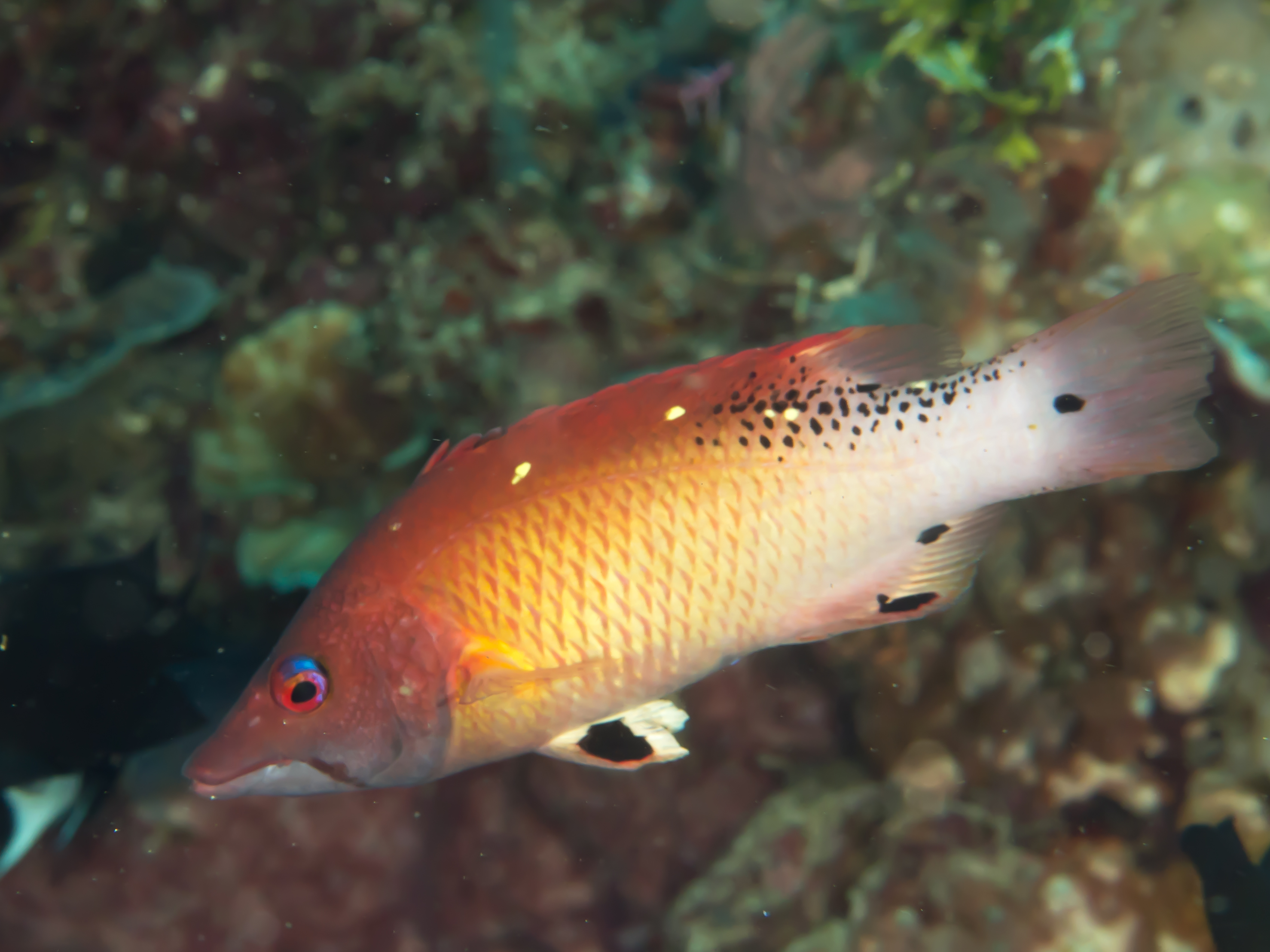
Bodianus dictynna

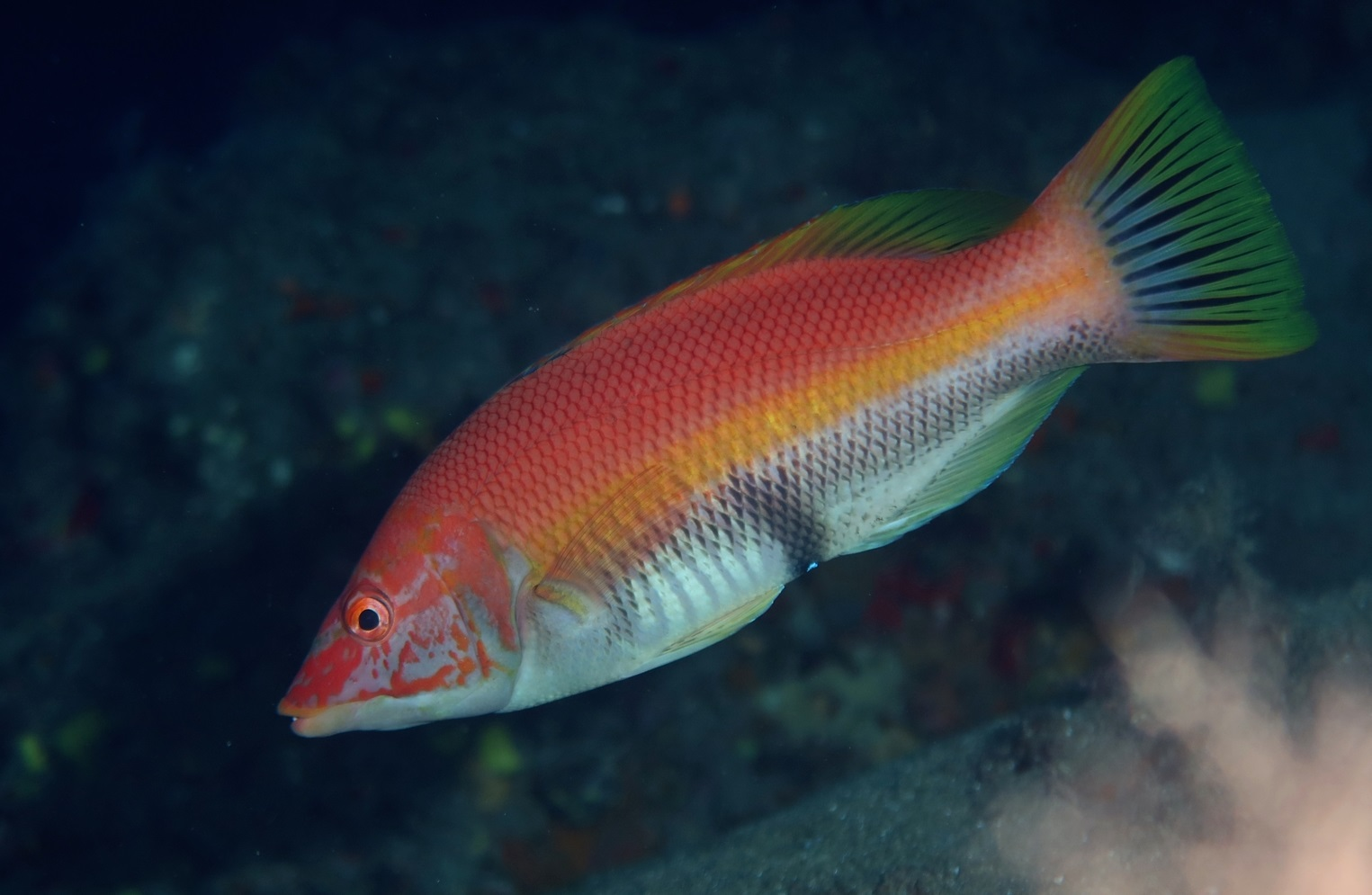
Bodianus scrofa

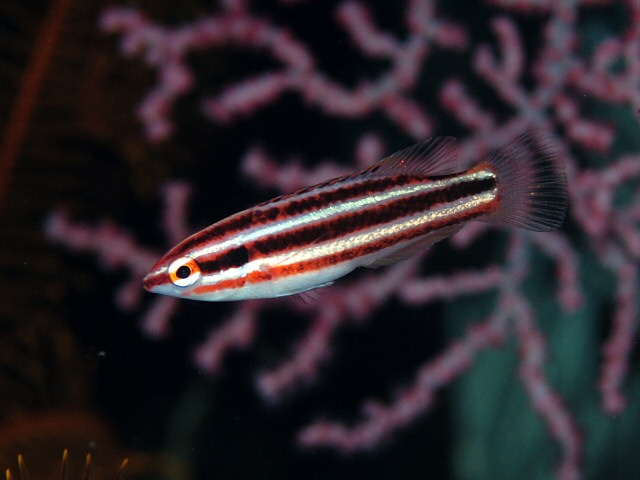
Bodianus izuensis

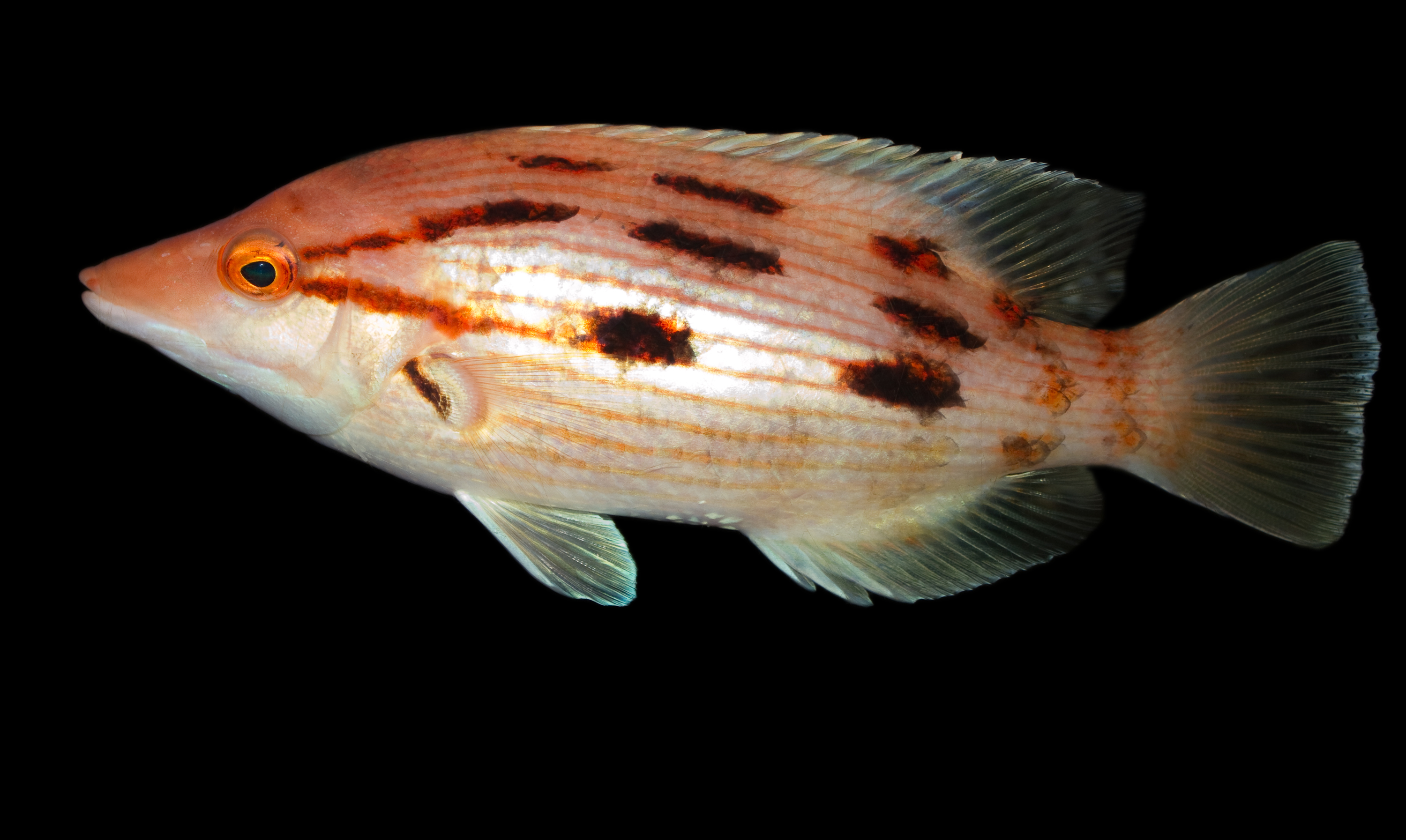
Bodianus unimaculatus

Es gibt fast 50 Arten, die allein anhand ihrer Färbung voneinander unterschieden werden können.
- Untergattung Bodianus
  - Mexikanischer Schweinslippfisch (Bodianus diplotaenia (Gill, 1862))
  - Bodianus eclancheri (Valenciennes, 1846)
  - Bodianus insularis Gomon & Lubbock, 1980
  - Kuba-Schweinslippfisch (Bodianus pulchellus (Poey, 1860))
  - Spanischer Schweinslippfisch (Bodianus rufus (Linnaeus, 1758))
- Untergattung Diastodon
  - Bodianus albotaeniatus (Valenciennes, 1839)
  - Bodianus atrolumbus (Valenciennes, 1839)
  - Bodianus bilunulatus (Lacépède, 1801)
  - Bodianus busellatus Gomon, 2006
  - Schwarzflossen-Schweinslippfisch (Bodianus loxozonus) (Snyder, 1908)
  - Bodianus macrognathos (Morris, 1974)
  - Bodianus macrourus (Lacépède, 1801)
  - Bodianus perditio (Quoy & Gaimard, 1834)
  - Bodianus solatus Gomon, 2006
  - Bodianus speciosus (Bowdich, 1825)
- Untergattung Euhypsocara
  - Herzog-Schweinslippfisch (Bodianus anthioides (Bennett, 1832))
- Untergattung Lepidaplois
  - Achselfleck-Schweinslippfisch (Bodianus axillaris (Bennett, 1832))
  - Schwarzkeil-Schweinslippfisch (Bodianus mesothorax (Bloch & Schneider, 1801))
  - Neills Schweinslippfisch (Bodianus neilli (Day, 1867))
- Untergattung Paralepidaplois
  - Diana-Schweinslippfisch (Bodianus diana (Lacépède, 1801))
  - Bodianus dictynna Gomon, 2006
  - Bodianus prognathus Lobel, 1981
- Untergattung Peneverreo
  - Bodianus leucosticticus (Bennett, 1832)
  - Bodianus paraleucosticticus  Gomon & Madden, 1981
  - Bodianus rubrisos Gomon, 2006
  - Bodianus trilineatus (Fowler, 1934)
- Untergattung Priobodianus Gomon, 2006
  - Bodianus cylindriatus (Tanaka, 1930)
  - Bodianus thoracotaeniatus Yamamoto, 1982
- Untergattung Pseudolepidaplois
  - Bodianus scrofa (Valenciennes, 1839)
- Untergattung Trochocopus Gomon, 2006
  - Neon-Zwerglippfisch Bodianus bennetti Gomon & Walsh, 2016
  - Zweifleck-Schweinslippfisch (Bodianus bimaculatus Allen, 1973)
  - Bodianus izuensis Araga & Yoshino, 1975
  - Bodianus masudai Araga & Yoshino, 1975
  - Bodianus neopercularis Gomon, 2006
  - Bodianus opercularis (Guichenot, 1847)
  - Bodianus sanguineus (Jordan & Evermann, 1903)
  - Zuckerstangen-Lippfisch Bodianus sepiacaudus Gomon, 2006
  - Bodianus tanyokidus Gomon & Madden, 1981
- Untergattung Verreo
  - Bodianus bathycapros Gomon, 2006
  - Bodianus flavifrons Gomon, 2001
  - Bodianus flavipinnis Gomon, 2001
  - Bodianus frenchii (Klunzinger, 1880)
  - Bodianus oxycephalus (Bleeker, 1862)
  - Bodianus unimaculatus (Günther, 1862)
  - Bodianus vulpinus (Richardson, 1850)
- ehemals zur Gattung Clepticus[3]
  - Bodianus africanus (Heiser, Moura & Robertson, 2000)
  - Bodianus brasiliensis (Heiser, Moura & Robertson, 2000)
  - Kreolen-Lippfisch (Bodianus parrae) (Bloch & Schneider, 1801)
- ehemals zur Gattung Semicossyphus[3]
  - Bodianus darwini (Jenyns, 1842)
  - Bodianus pulcher (Ayres, 1854)
  - Bodianus reticulatus (Valenciennes, 1839)